# Flanders and Swann
Das britische Duo Flanders and Swann bestand aus dem Schauspieler und Sänger Michael Flanders (1922–1975) und dem Komponisten, Pianisten und Sprachwissenschaftler Donald Swann (1923–1994), die von 1948 bis 1967 Couplets und musikalische Parodien schrieben und aufführten. Ihre mehrjährigen Zwei-Mann-Revuen At the Drop of a Hat und At the Drop of Another Hat (1956–1967) wurden live zusammen mit mehreren studiobasierten Alben aufgenommen.

## Musikalische Partnerschaft
Flanders and Swann waren beide Schüler an der Westminster School (wo sie im Juli und August 1940 die Revue Go To It aufführten) und am Christ-Church-College in Oxford, gingen aber während des Zweiten Weltkriegs unterschiedliche Wege. Ein zufälliges Treffen 1948 begründete ihre musikalische Partnerschaft – Flanders schrieb die Texte und Swann komponierte die Musik. Ihre Lieder wurden dann von den zu ihrer Zeit bekannten Sängern Ian Wallace und Joyce Grenfell aufgeführt.
Im Dezember 1956 mieteten die Künstler das New Lindsey Theatre in Notting Hill und führten Silvester 1956 zum ersten Mal ihre eigene Zwei-Mann-Revue unter dem Titel At the Drop of a Hat auf. Begleitet von Swann am Klavier sang Flanders eine Auswahl der von beiden geschriebenen Lieder und machte die komischen Überleitungen zwischen den Stücken. Da Flanders 1943 an Poliomyelitis (Kinderlähmung) erkrankt war, blieben beide Darsteller während der gesamten Show sitzen: Flanders im Rollstuhl und Swann auf seinem Klavierhocker. Die Revue war erfolgreich und wurde im folgenden Monat für zwei Jahre in das Fortune Theatre verlegt, bevor die beiden eine Tour durch Großbritannien, die USA, Kanada und die Schweiz machten.
1963 war die zweite Revue At the Drop of Another Hat fertig und wurde in Kombination mit der ersten Revue in Großbritannien, Australien, Neuseeland, Hongkong und Kanada aufgeführt; die USA-Tour endete im Booth Theatre am Broadway. Am 9. April 1967 wurde die letzte gemeinsame Live-Show aufgeführt, zehn Tage später wurde sie für das Fernsehen im Studio aufgenommen.
Über einen Zeitraum von 11 Jahren haben Flanders und Swann knapp 2.000 Live-Vorstellungen gegeben. Auch wenn ihre gemeinsame künstlerische Partnerschaft 1967 endete, blieben die beiden auch danach Freunde und kooperierten bei gelegentlichen Projekten.

## Aufführungen
| Jahr    | Ort                                                                                         |
| ------- | ------------------------------------------------------------------------------------------- |
| 1956    | New Lindsey Theatre, Notting Hill                                                           |
| 1957–59 | Fortune Theatre (für einen Monat unterbrochen aufgrund einer Lungenentzündung bei Flanders) |
| 1959    | Edinburgh Festival "At the Drop of a Kilt"                                                  |
| 1959–60 | Golden Theater, New York                                                                    |
| 1960–61 | 12-Städte-Tour durch die USA, sowie Toronto                                                 |
| 1961    | Schweiz                                                                                     |
| 1962    | 9-Städte-Tour durch Großbritannien, sowie Toronto                                           |
| 1963    | 9-Städte-Tour durch Großbritannien                                                          |
| 1963    | Haymarket Theatre                                                                           |
| 1964    | 4-Städte-Tour durch Australien, 5 in Neuseeland, plus Hongkong                              |
| 1965    | 3-Städte-Tour durch Großbritannien                                                          |
| 1965    | Globe Theatre                                                                               |
| 1966    | 9-Städte-Tour durch die USA, sowie Toronto                                                  |
| 1966–67 | New York                                                                                    |

## Lieder von Flanders and Swann
Typisch für die Lieder von Flanders and Swann sind Witz, milde Satire, komplexe Reimschemata und eingängige Refrains. Flanders meinte hierzu in At the Drop of Another Hat „The purpose of satire, it has been rightly said, is to strip off the veneer of comforting illusion and cosy half-truth. And our job, as I see it, is to put it back again.“ (Es wird richtigerweise gesagt, der Zweck von Satire sei es, den Schleier beruhigender Illusion und komfortabler Halb-Wahrheiten zu entfernen. Unsere Aufgabe ist es – so wie ich es sehe – dies wiederherzustellen.)
Insgesamt schrieben sie über 100 Couplets zusammen, die folgende Auswahl gibt einen Eindruck über die Bandbreite:
- „All Gall“ – eine politische Satire basierend auf der langen Karriere von Charles de Gaulle. Als das Stück das erste Mal aufgeführt wurde, hatte de Gaulle gerade das erste Beitrittsgesuch von Großbritannien zur EWG (der Vorläuferorganisation der EU) blockiert.
- „Bedstead Men“ – eine ironische Erklärung, warum sich in England überall alte rostige Bettgestelle in Tümpeln und Seen finden.
- „First and Second Law“ – vermutlich das einzige Couplet das jemals über die Thermodynamik geschrieben wurde.
- „The Gasman Cometh“ – Ein Lied mit der Erkenntnis, dass eine Tätigkeit nie abgeschlossen ist, ohne eine neue zu kreieren – hier in der Form, dass immer ein neuer Handwerkszweig die Schäden des vom vorherigen angerichteten ausbessern muss.
- „The Hippopotamus“ – eines der beliebtesten Lieder von Flanders and Swann, insbesondere aufgrund des eingängigen Refrains („Mud, mud, glorious mud“)
- „The Gnu“ – spielt auf die Unterschiede zwischen Schreibweise und Aussprache von Wörtern im Englischen an; eines aus einer Serie von „Tierliedern“ (z. B. „The Warthog“ und „The Armadillo“).
- „Ill Wind“ – Flanders erzählt zur leicht gekürzten Version von Mozarts letztem Satz des Hornkonzerts in Es-Dur (KV 495) die Geschichte des Verlusts seines eigenen Horns.
- „In The Desert“ (Верблюды, lit. = „Kamele“) – ein „traditionell russisches“ Lied, das zur Abwechslung einmal von Donald Swann vorgetragen wird. Der Text wird von Swann nach jeder Zeile ins Englische übersetzt und ist stark repetitiv, was – zur zunehmenden Frustration von Michael Flanders – die Übersetzung praktisch hinfällig werden lässt.
- „Madeira M'Dear“ – ein Couplet über eine Verführungsszene mit komplexen Wortspielen und dreifachem Zeugma.
- „Misalliance“ – eine politische Anspielung basierend auf einer Liebesgeschichte zwischen honeysuckle (einer Heckenkirsche) und bindweed (einer Winde).
- „The Reluctant Cannibal“ – eine Diskussion zwischen Vater und Sohn über die kulturelle Akzeptanz von Kannibalismus.
- „A Song of Patriotic Prejudice“ – ein nicht sonderlich ernst gemeintes Lied über die Vorzüge der Engländer gegenüber Walisern, Schotten, Iren und anderen.
- „A Song of Reproduction“ – Satire über die damals sehr aktuelle Manie, seine eigenen Hi-Fi-Geräte zu platzieren und zu verkabeln. „Raise the ceiling four feet, move the fireplace from that wall to that wall, you'll still only get the stereophonic effect if you sit in the bottom of that cupboard.“ (Erhöhen Sie die Decke um 1,2 m, verlegen Sie den Kamin von dieser zu jener Wand, und sie bekommen trotzdem den stereophonischen Effekt nur, wenn sie in diesem Wandschrank sitzen.)
- „To Kokoraki“ (Το Κοκοράκι, The Cockerel) – ein Lied von Swann in Neu-Griechisch und vom Stil her äquivalent zu „Old MacDonald's Farm“, wo in jeder Zeile ein neues Tiergeräusch hinzugefügt wird. Der vorgeblich genervte Flanders bemerkt, „We must have it in full some night. Alternated with The Ring Cycle“. (Wir müssen das einen Abend mal in der vollständigen Version machen. Im Wechsel mit dem Ring des Nibelungen.)
- „A Transport of Delight“ – handelt von den für London typischen roten Doppeldecker-Bussen und ihren Fahrern; der damals noch satirisch gemeinte, unvorstellbar hohe Preis von einem Pfund pro Fahrt ist inzwischen überschritten.
- „20 Tons of TNT“ – ein Lied über thermonukleare Waffen.
- „The Wompom“ – die Geschichte einer fiktiven Pflanze und der unvorstellbaren Möglichkeiten, die es für die Industrie bietet.

## Lieder ausAt the Drop of a Hat
At the Drop of a Hat wurde zweimal aufgenommen – als Langspielplatte 1957 sowie live im Rahmen der letzten Aufführung im Fortune Theatre am 2. Mai 1959. Die zweite Aufnahme ist seit 1991 als CD verfügbar.
- A Transport of Delight – 5:53
- Song of Reproduction – 7:06
- The Gnu Song – 3:26
- Design for Living – 3:52
- Je Suis Le Ténébreux – 2:27
- Songs for Our Time (Philological Waltz / Satellite Moon / A Happy Song) – 4:16
- A Song for the Weather – 2:05
- The Reluctant Cannibal – 3:55
- Greensleeves (monologue) – 7:51
- Misalliance – 3:55
- To Kokoraki – 5:05
- Madeira M'Dear – 3:52
- Too Many Cookers – 3:12
- Vanessa – 3:55
- Tried by the Centre Court (monologue) – 3:45
- The Youth of the Heart – 4:17
- The Hippopotamus Song – 3:12

## Lieder ausAt the Drop of Another Hat
Aufgenommen während einer Vorstellung im Haymarket Theatre, London, 1963.
- The Gas Man Cometh – 6:44
- Sounding Brass
- Los Olividados (monologue) – 6:38
- In the Desert – 3:45
- Ill Wind – 5:01
- First and Second Law – 2:56
- All Gaulle – 3:53
- Horoscope – 1:10
- Friendly Duet – 2:20
- Bedstead Men – 3:16
- By Air (monologue) – 6:17
- Slow Train – 5:26
- A Song of Patriotic Prejudice – 2:51
- Built-Up Area (monologue) – 3:22
- In the Bath – 2:34
- Sea Fever – 3:55
- Hippo Encore – 1:16

## Lieder ausThe Bestiary of Flanders & Swann
Studioaufnahme ohne Publikum
- The Warthog (The Hog Beneath the Skin) – 4:14
- The Sea Horse – 1:31
- The Chameleon – 1:01
- The Whale (Mopy Dick) – 3:29
- The Sloth – 3:14
- The Rhinoceros – 2:36
- Twosome: Kang & Jag – 2:04
- Dead Ducks – 0:41
- The Elephant – 2:40
- The Armadillo – 3:52
- The Spider – 2:21
- Threesome: Duck Billed Platypus/The Humming Bird/The Portuguese Man-O'-War – 1:05
- The Wild Boar – 2:23
- The Ostrich – 2:56
- The Wompom – 5:52

## Lieder ausTried by the Centre Court
15 Lieder, die irgendwann Bestandteil der Bühnenshows waren (aufgenommen 1977). Sieben von ihnen wurden in die 'Bestiary'-CD (als The Extiary) mit aufgenommen, um eine volle Laufzeit zu erreichen.
- Twice Shy – 4:12
- Commonwealth Fair (a parody of Widecombe Fair) – 4:06
- P** P* B**** B** D****** – 6:20
- Paris – 4:05
- Eine Kleine Nachtmusik Chachacha – 0:31
- The Hundred song – 1:09
- Food for Thought – 3:55[3]
- Bed – 3:19

## Lieder ausAnd Then We Wrote
Eine Produktion des BBC Radio aus dem Jahr 1974.
- Introduction
- In The D'Oyly Cart
- Prehistoric Complaint
- The Album
- There's A Hole In My Budget
- Seven Ages Of Woman
- Fragments
- Pillar To Post
- Guide To Britten
- Excelsior
- Rain On The Plage
- Last Of The Line
- Rockall
- The Lord Chamberlain's Regulations

## Lieder von Single-Platten
Dies sind die beiden einzigen Lieder mit erweitertem Orchester. Sie sind auch im The Extiary enthalten.
- Seite A: 20 Tons of TNT – 2:30
- Seite B: The War of 14-18 – 2:15[4]

## Monologe
Zwischen den Stücken brachte Flanders immer wieder Monologe, die als – teilweise sehr langwierige – Überleitungen dienten:
- „By Air“ – über das damals aufkommende Reisen für die Allgemeinheit per Flugzeug. „On the way to the airport you pass the sign 'Beware of low flying air planes'. Not much you can do about it. Except to take your hat off.“ (Auf dem Weg zum Flughafen kommt man am Schild 'Achtung niedrig fliegende Flugzeuge' vorbei. Da kann man nicht viel machen. Außer seinen Hut abnehmen.)
- „Greensleeves“ – über die Entstehungsgeschichte des berühmten englischen Liedes Greensleeves.
- „Los Olividados“ – basierend auf dem Vorurteil der kleinen Bevölkerung aus dem kleinen Andorra, beschreibt Flanders das Festival der Olivadados, eine Abwandlung des Stierkampfes, in der der Stier durch eine Olive ersetzt wird. Der Titel ist eine Anspielung auf Los Olvidados, einen Film von 1950 des Regisseurs Luis Buñuel.
- „Built-up Area“ – ein prähistorischer Bewohner von Salisbury beschwert sich über die Neubauten: Stonehenge.